# 多希巴
多希巴，又名郭札利(梵文：Kotalipa )，印度大乘密宗人士，八十四成就者之一。

## 簡介
多希巴以墾山為生。當賢諦巴尊者從辛哈拉返回毘克拉瑪希拉時，正巧路過多希巴所在的山區。此時多希巴正在挖山，賢諦巴便教授他密法，以此教法挖掘內心的山， 於是多希巴就依照上師的指導，修行十二年終獲即身成就，獲得空行母及天王供養。
為了回饋，多希巴以本尊身前往上師處，因賢諦巴此刻修為遜於多希巴，於是多希巴改以化身顯現。雙方交換修行心得，賢諦巴要求多希巴把之前傳授予他的法再回授予他，如是又經過十二年，賢諦巴便獲得成就。多希巴之後便四海弘揚佛法，最終進入空行淨土。